# Collines de Bōsō
Pour les articles homonymes, voir Boso.
Les collines de Bōsō (房総丘陵, Bōsō-kyūryō) sont un massif collinéen de la péninsule de Bōsō dans la préfecture de Chiba au Japon. Le sommet le plus élevé en est le mont Atago qui culmine à 408 m d'altitude. Le massif s'étire le long d'une ligne qui court approximativement de Mobara ou Ōamishirasato à Kisarazu mais n'est pas formellement définie. Les collines de Bōsō constituent une importante partie du parc quasi national de Minami Bōsō.

## Géographie

### Principaux sommets
| Montagne       | Nom japonais | Altitude | Emplacement                      |
| -------------- | ------------ | -------- | -------------------------------- |
| Mont Atago     | 愛宕山       | 408 m    | Minamibōsō                       |
| Mont Seichō    | 清澄山       | 377 m    | Kamogawa                         |
| Mont Iyogatake | 伊予ヶ岳     | 337 m    | Minamibōsō                       |
| Mont Tomi      | 富山         | 350 m    | Minamibōsō                       |
| Mont Takagoya  | 高宕山       | 330 m    | Kimitsu et Futtsu                |
| Mont Nokogiri  | 鋸山         | 329 m    | Kyonan et Futtsu, Chiba          |
| Mont Saga      | 嵯峨山       | 315 m    | Kyonan et Futtsu, Chiba          |
| Mont Mitsuishi | 三石山       | 282 m    | Kimitsu                          |
| Mont Karasuba  | 烏場山       | 267 m    | Minamibōsō, Kamogawa             |
| Mont Otozure   | 音信山       | 186 m    | Ichihara                         |
| Mont Mifune    | 三舟山       | 139 m    | Kimitsu et Futtsu, Chiba\|Futtsu |

### Flore
Les collines de Bōsō sont encore extrêmement boisées. La zone qui va du ravin de Yōrō au mont Seichō est réputée pour ses forêts de chênes. La rangée est aussi connue pour ses forêts de noisetiers, de cèdres japonais (Cryptomeria japonica) et diverses espèces de sempervirents. La zone de collines autour de Tateyama est réputée pour ses forêts de castanopsis, genre de sempervirents de la famille des bouleaux.

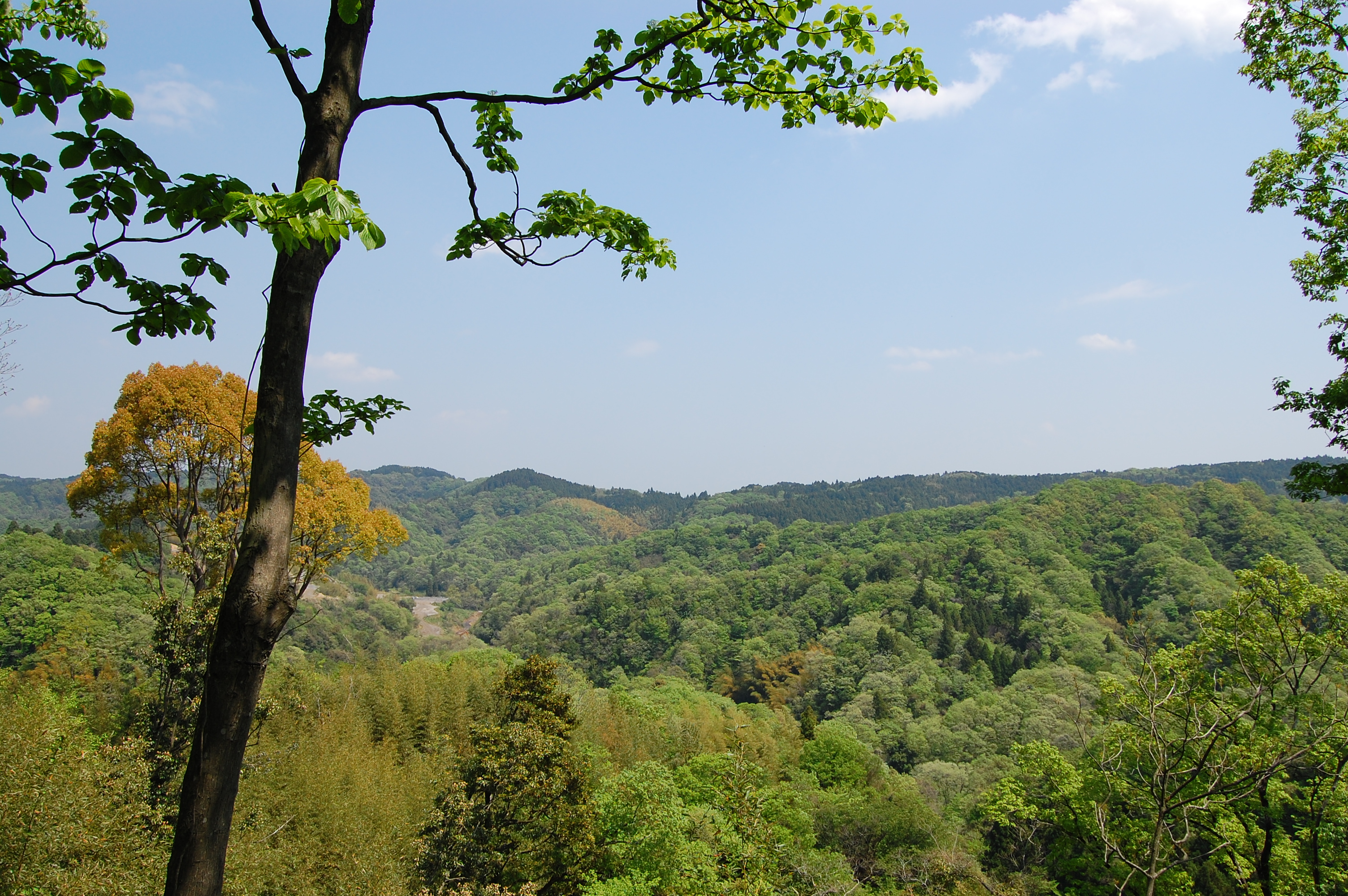
Vue des collines de Bōsō depuis les restes du château de Mariyatsu à Kisarazu.
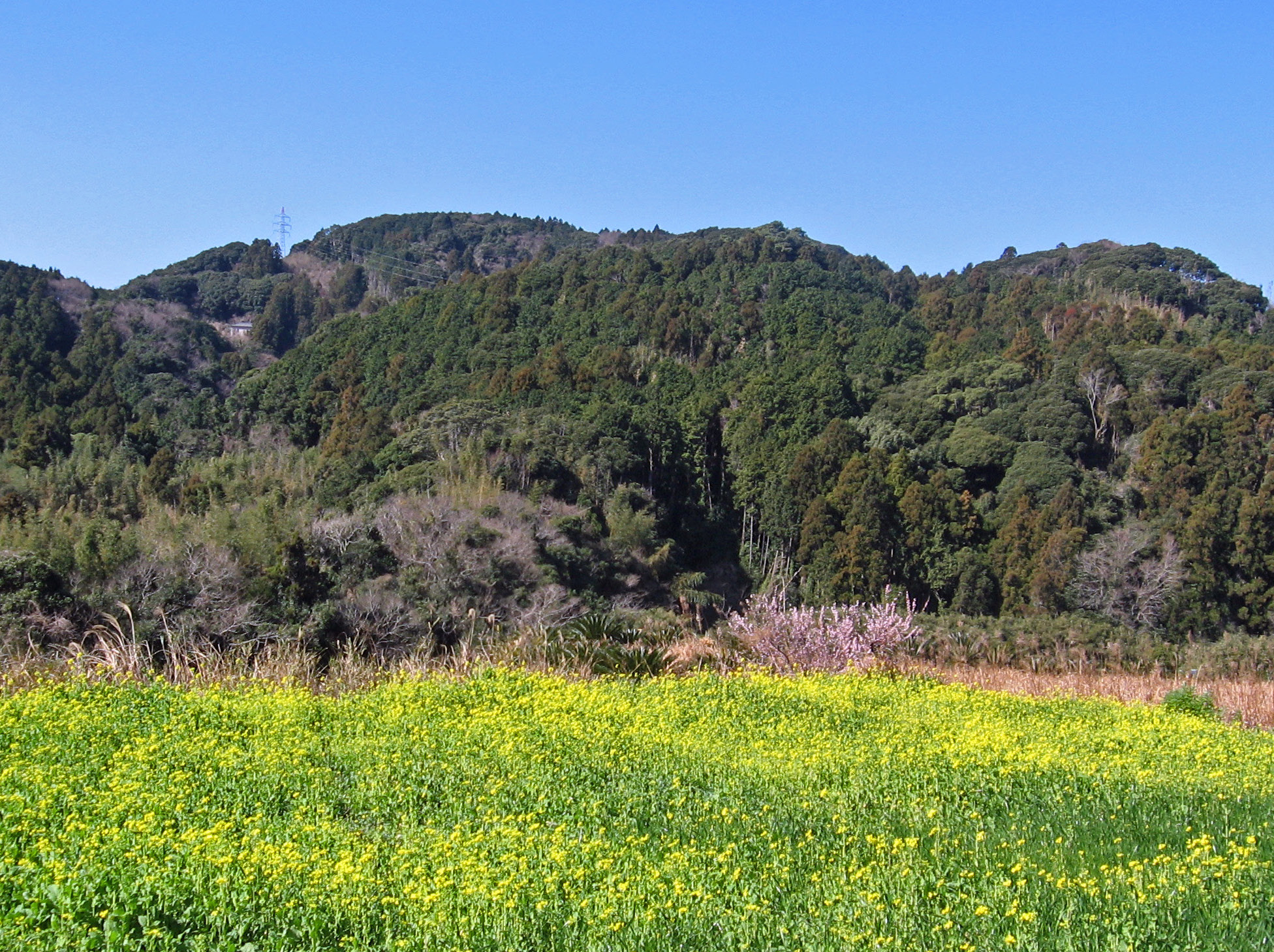
Vue du mont Karasuba depuis Minamibōsō.
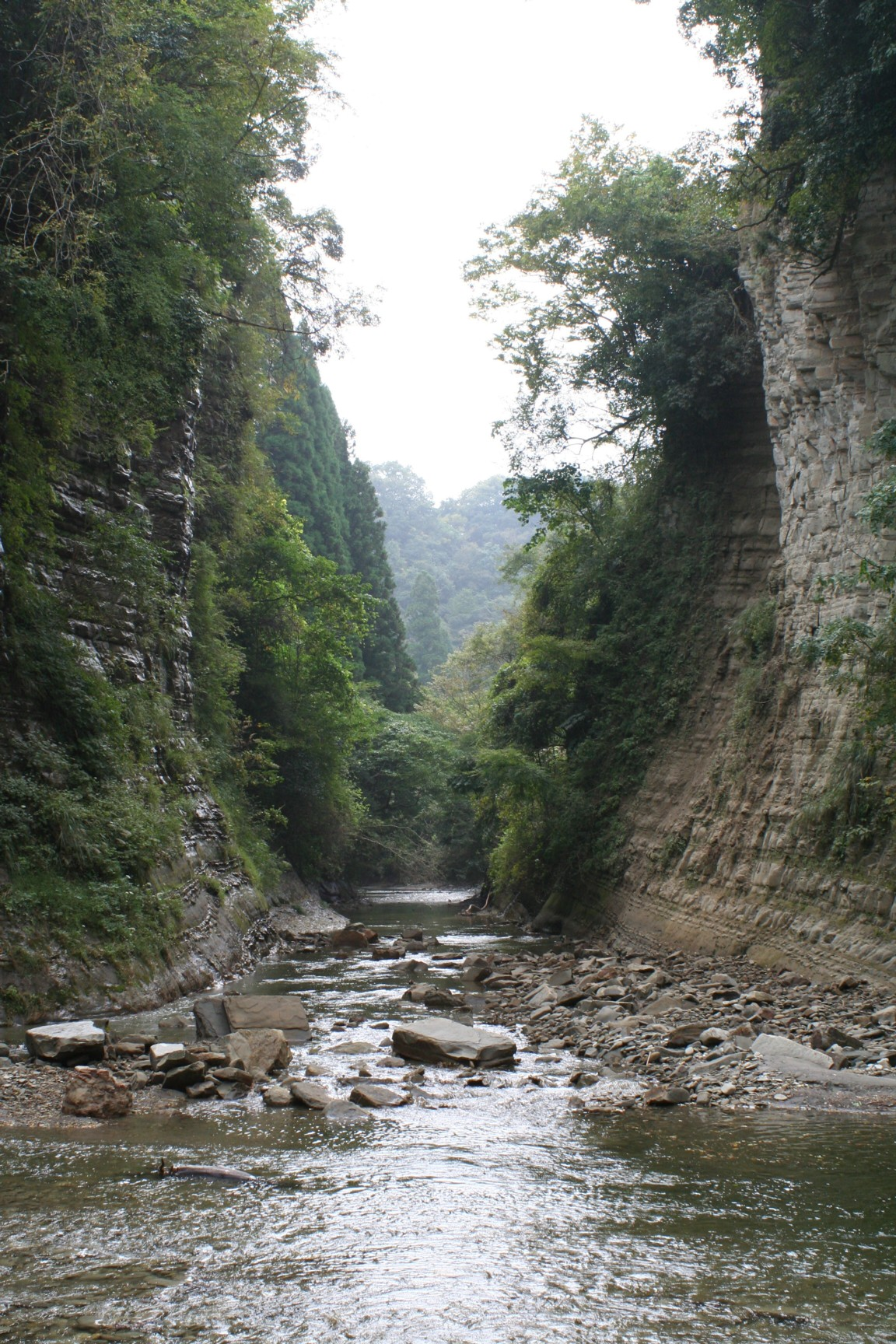
Le ravin Yōrō à Ōtaki.

## Histoire

### Histoire pré-moderne
La chaîne des collines de Bōsō est colonisée dès les temps les plus anciens de l'histoire du Japon. Le ravin de Yōrō dans la moderne ville d'Ōtaki abrite des restes de la période Jōmon. Des kofun (tumuli) sont construits tout le long de la rangée de collines au cours de la période Kofun mais Futtsu et Ichihara sont particulièrement riches en tumuli. À l'issue de la réforme de Taika en 645 durant la période Asuka, les collines sont réparties entre trois provinces : la province de Shimōsa au nord, la province de Kazusa au milieu de la rangée et la province d'Awa au sud. La chaîne de collines est réputée pour son abondance de châteaux construits durant la période Sengoku à l'époque des conflits médiévaux.

### Histoire moderne
Les provinces subsistent jusqu'à la création de la préfecture à la fin du XIXe siècle au cours de l'ère Meiji. La rangée de collines de Bōsō fournit une fortification naturelle contre les attaques aériennes sur Tokyo au cours de la Seconde Guerre mondiale lorsque le 252e groupe aérien (en) de la Marine impériale japonaise construit le terrain d'aviation de Mobara en 1941. Après la guerre, une réforme agraire est mise en œuvre dans la région. La partie orientale de la chaîne de montagne est témoin d'un important développement économique dans le cadre de la grande région métropolitaine de Tokyo.

## Économie
Les collines, autrefois connues pour leur production de charbon de bois, abritent toujours beaucoup de fermes laitières. De nombreux terrains de golf ont été créés et des installations touristiques continuent à être développées dans la région. La zone est une destination populaire pour la randonnée pédestre.